# Bozorg Alavi
Bozorg Alavi (en persan بزرگ علوی), nom de plume de Sayyed Modjtabeh Alavi (né à Téhéran le 2 février 1904 – mort à Berlin le 18 février 1997), est un écrivain, traducteur et homme politique iranien. Le nom « Bozorg » signifie le Grand et lui a été donné en mémoire de son arrière-grand-père paternel, riche négociant et armateur, surnommé le Grand, et mort le jour de sa naissance.

## Biographie
Il est le troisième d’une fratrie de six enfants et issu d'une famille de grands négociants. Son grand-père paternel est un riche banquier et négociant, membre constitutionnaliste du premier parlement de la Perse de l'époque et son grand-oncle (frère de ce grand-père banquier) est  trésorier des deux derniers chahs Qadjars. Son père, Aboul Hassan Alavi, a pris part à la révolution constitutionnelle de 1906, puis émigre à Berlin pendant la Première Guerre mondiale et devient membre de la Société germano-persane. Il publie avec Hassan Taghizadeh la revue Kaveh. En 1922, Abou Hassan Alavi envoie ses deux fils Bozorg et Mortezâ étudier à Berlin. À son retour en Perse en 1927, Bozorg Alavi enseigne l’allemand à Chiraz puis à Téhéran. Le pays qui prend officiellement le vieux nom d'Iran, est en plein changement avec le pouvoir du nouveau chah Reza Pahlavi. Le jeune homme fait la connaissance de l'écrivain Sadegh Hedayat dont la famille était également proche de l'ancienne dynastie Qadjare et qui lui-même revenait de France après des années d'études. Comme Alavi, il était agnostique et soucieux de créer une littérature romanesque en Iran. De plus, à cette époque, Bozorg Alavi s’implique dans les réunions du Dr Erani. Il fait partie des cinquante-trois personnes incarcérées en 1937 pour activités communistes. Condamné à sept ans de prison, il est libéré en 1941 à la faveur d’une amnistie, alors que le pays - officiellement neutre - est envahi par les armées soviétique et britannique. Son séjour en prison lui inspire Cinquante-trois personnes et Morceaux de papier de prison.
Dans les années 1940, il fait partie des fondateurs du parti Tudeh (marxiste-léniniste). Il écrit dans Mardom (« Le Peuple »), l’organe du parti communiste iranien.
Il est à Berlin-Est quand le coup d’État de 1953 éclate. Il choisit de rester en Allemagne de l'Est, où il enseigne le persan et la littérature persane à l'université Humboldt de Berlin, jusqu'en 1969. il se fait connaître comme corédacteur avec Henrich Junker d'un dictionnaire allemand-persan. Il ne revient en Iran, pour un bref séjour, qu’après la révolution islamique de 1979, qui marque la chute de la dynastie Pahlavi. L’année suivante, il effectue un deuxième court séjour mais choisit de rester en Allemagne, estimant que la République islamique est un pouvoir répressif. Il ne revoit l’Iran qu’en 1993 pour un troisième voyage. Il meurt en exil à Berlin en 1997.
Il était marié avant son exil avec sa cousine Fatameh Alavi, dont il a eu un fils, Mani, puis il s'est remarié en Allemagne de l'Est avec Gertrud Paarszh en 1956 qui est restée avec lui jusqu'à la fin de ses jours. Bien qu'agnostique, il choisit d'après ses dernières volontés de se faire enterrer selon le rituel chiite de ses ancêtres.
Son roman le plus célèbre est Ses Yeux (چشمهایش), paru en 1952 à Téhéran.

### Quelques œuvres littéraires
- La Valise (چمدان, Tchamadân, 1934)
- Les Morceaux de papier de prison (Varaq Pareh'ha-ye Zendan 1941,ورق پاره‌های زندا )
- 53 Personnes (پنجاه و سه نفر ó  نفر ۵۳, Pandjah-o Seh Nafar, 1942)
- Les Ouzbeks (1948)
- Lettres et autres histoires (Nameh' ha va Dastan'ha-ye digar, 1952)
- Ses Yeux (چشمهایش, Tcheshmhayash, 1952)
- Lettres de Berlin (نامه های برلن, Namehaye Berlan, 1956)
- Ravayat (روايت 1958)
- La Famille Salari (سالاریه, Salariha, 1979)
- Murianeh (موریانه,  1993)
- Mirza (میرزا)

### Traductions en persan
Bozorg Alavi a traduit les œuvres suivantes à partir de l'allemand ou de traductions en allemand :
- La Cerisaie, d’Anton Tchekhov
- La profession de Madame Warren, de George Bernard Shaw
- Un inspecteur vous demande, de John Boynton Priestley
- La Pucelle d'Orléans, de Friedrich Schiller
- Das Iranische Nationalepos, de Theodor Nöldeke.

Il a aussi préfacé Les écrivains polonais, un recueil de textes d'écrivains polonais traduits par Hossein Kasmaï.

### En allemand
- Geschichte und Entwicklung der modernen persischen Literatur (Histoire et développement de la littérature persane moderne, 1964)

### Dictionnaires
- Persisch-Deutsch : Wörterbuch; Bozorg Alavi. – Wiesbaden : Harrassowitz, 2002
- Langenscheidts praktisches Lehrbuch Persisch von Bozorg Alavi und Manfred Lorenz. – Berlin; München; Wien; Zürich; New York: Langenscheidt, 1999
- Lehrbuch der persischen Sprache von Bozorg Alavi; Manfred Lorenz. – Leipzig; Berlin; München; Wien; Zürich; New York: Langenscheidt, Verl. Enzyklopädie, 1994
- Lehrbuch der persischen Sprache von Bozorg Alavi; Manfred Lorenz. – Leipzig; Berlin; München; Wien; Zürich; New York: Langenscheidt, Verl. Enzyklopädie, 1993
- Wörterbuch persisch-deutsch von Heinrich F. J. Junker; Bozorg Alavi. – Leipzig; Berlin; München; Wien; Zürich; New York: Langenscheidt, Verl. Enzyklopädie, 1992

## Sources
- (de) Cet article est partiellement ou en totalité issu de l’article de Wikipédia en allemand intitulé « Bozorg Alawi » (voir la liste des auteurs).

- (en) Cet article est partiellement ou en totalité issu de l’article de Wikipédia en anglais intitulé « Bozorg Alavi » (voir la liste des auteurs).